# Yldiz Pollack-Beighle
Yldiz Pollack-Beighle (Paramaribo, 21 april 1983) is een Surinaams politica. Ze was van 2017 tot 2020 minister van Buitenlandse Zaken.

## Biografie
Beighle werd geboren in Paramaribo. Ze was al jong politiek betrokken en nam vanaf 1997 deel aan allerlei landelijke en regionale projecten van de Caricom. Van 2005 tot 2007 was ze jeugdambassadeur bij de Caricom. In 2007 volgde ze een zomercursus bij het Centrum voor Europese Integratie van de universiteit van Bonn. Van 2008 tot 2010 had ze een gedeelde zetel in de commissie voor jeugdontwikkeling van de Caricom.
In 2009 behaalde ze haar meestertitel in de rechten aan de Anton de Kom Universiteit van Suriname. Vervolgens studeerde ze vanaf 2010 aan het F.H.R. Lim A Po Institute for Social Studies in Paramaribo. Hier behaalde ze in 2012 haar mastergraad in bestuurskunde en governance. Ze spreekt Nederlands, Engels, Frans en Spaans.
Vanaf 2007 werkte ze als senior beleidsmedewerker voor het Ministerie voor Handel en Industrie. Daarna was ze vanaf 2011 twee jaar lang hoofd van de Caricom Divisie van het Ministerie van Buitenlandse Zaken en van 2013 tot 2017 plaatsvervangend programmamanager voor jeugdontwikkeling op het secretariaat van de Caricom.
Op 1 februari 2017 werd ze benoemd tot Minister voor Buitenlandse Zaken. Ze was een van de vijf nieuwe ministers van het Kabinet Bouterse II. Ze nam de plaats in van Niermala Badrising. In haar eerste toespraak aan de medewerkers kondigde ze aan dat er een nieuw begin aanbreekt voor het ministerie. Wroko bari, herhaalde ze meerdere malen, ofwel Er is werk aan de winkel. Tijdens haar termijn wilde ze het ministerie op een hoger niveau brengen en de banden met China en India versterken. Pollack-Beighle bleef aan als minister tot 2020.